# Hellmuth Henneberg
Hellmuth Henneberg (* 10. Dezember 1958 in Berlin) ist ein deutscher Journalist.

## Leben
Hellmuth Henneberg ist ein Sohn des Schauspielers Gerd Michael Henneberg und der Schauspielerin und Fernsehansagerin Maria Kühne. Er ist in Rostock aufgewachsen und studierte von 1980 bis 1984 an der Sektion Journalistik in Leipzig. Während dieser Zeit war er Mitglied des Poetischen Theaters Louis Fürnberg. Anschließend arbeitete er als Redakteur von Jugendsendungen beim Fernsehen der DDR. Mit der politischen Wende in der DDR begann Hennebergs Karriere als Fernsehmoderator bei ELF99 (Talk mit Open End, samsTALK) sowie beim Umweltmagazin Ozon. Als 1992 mit der Neuordnung des Rundfunks in den neuen Bundesländern der Ostdeutschen Rundfunk Brandenburg (ORB) entstand, wurde er dort Redaktionsleiter für politische Gesprächssendungen. Seit dieser Zeit hatte er die Interviewreihe Zur Person von und mit Günter Gaus (bis zu dessen Tod 2004) betreut. Von 1999 bis 2023 war er in Cottbus als Redaktionsleiter tätig, dort leitete er mit „Łužyca“ das einzige niedersorbischsprachige Fernsehmagazin. Das Umweltmagazin Ozon moderierte er von April 1990 bis Oktober 2015. Henneberg hat diverse weitere Formate im ORB – bzw. rbb-Fernsehen präsentiert, bekannt wurde er auch als Fernsehgärtner in der rbb-Reihe Gartenzeit (2005–2015).
Sein erstes Buch hat er 2002 mit Meuterei vor Rügen vorgelegt, von der ZEIT gewürdigt als akribisch recherchierter Erinnerungsreport und kafkaeskes Lehrstück über den Einzelnen im Mahlwerk der Diktatur. In seinen ersten Gartenbüchern beschäftigt sich Henneberg mit seiner „Fernsehgartentätigkeit“, Die Stunde des Gärtners (2019) und Die Geheimnisse meiner Frau (2021) sind Sammlungen von Kurzgeschichten. 2024 erschien Hennebergs Autobiographie Alle meine Leben - Dokumente eines Ossis.
Gemeinsam mit dem Posaunisten Karsten Noack tritt Hellmuth Henneberg in musikalisch-literarischen Programmen auf.
Hellmuth Henneberg lebt in der Niederlausitz. Er ist Notfallseelsorger.

## Schriften u.a.
- Meuterei vor Rügen – Was geschah wirklich auf der Seebad Binz? – Der Prozeß gegen die Junge Gemeinde 1961 in Rostock. HINSTORFF-Verlag, Rostock 2002.
- Schöne grüne Grüße! – Ein Gartenzeitbuch. (gem. mit Britta Wulf) HINSTORFF-Verlag, Rostock 2009
- Waldemar, das Märchentier (gem. mit Meinhard Bärmich, Kinderbuch) Regia-Verlag, Cottbus 2009
- Dario Fo: Die Frau zum Wegschmeißen, in Theater mit Leidenschaft – Die Studentenbühne an der Leipziger Universität, Passage Verlag, Leipzig 2009
- Fremder Ort Heimat, in: Vom Sinn der Heimat, Hrsg. Norbert Jung, Budrich UniPress Ltd, Opladen, Berlin, Toronto 2014
- „Gartengeflüster“ – Mit dem Fernsehgärtner unterwegs. Verlag Neues Leben (Eulenspiegelverlagsgruppe), Berlin 2015
- Die Stunde des Gärtners. Natur + Text, Rangsdorf 2019
- Der „musikalischste“ Baum, in „Garten und Musik“ – Harmonien, Kontraste, Herausforderungen, DGGL – Themenbuch 15 Hrsg. Deutsche Gesellschaft für Gartenkunst und Landschaftskultur (DGGL) e.V., Verlag Georg GmbH, München 2020
- Die Geheimnisse meiner Frau. copy.worXX, Cottbus 2021
- Meuterei vor Rügen – Was geschah auf der Seebad Binz ?  OV Schmöckwitz, 2021 (Reprint)
- Waldemar, to zwěrje z bajki – Waldemar, das Märchentier (Kinderbuch, mit der niedersorbischen Nachdichtung von Jurij Koch) copy.worXX, Cottbus 2022
- Alle meine Leben - Dokumente eines Ossis copy.worXX, Cottbus 2024

## Filme u.a.
- 1997: Meuterei vor Rügen – was geschah wirklich auf der Seebad Binz? (Fernsehfeature, ORB)
- 2004: Erlauben Sie eine letzte Frage – Die Fernsehinterviews von Günter Gaus (Fernsehfeature, rbb)
- 2019: Juraj Kubanka – Die Zärtlichkeit des Steins (gem. mit Reiner J. Nagel, Fernsehfeature, dt. u. niedersorbisch, rbb)